# Stolnica v Tournaiju
Stolnica v Tournaiju ali stolnica Naše Gospe (francosko Notre-Dame de Tournai, flamsko oz. nizozemsko Onze-Lieve-Vrouw van Doornik) je rimskokatoliška cerkev, škofije Tournai v mestu Tournai v Belgiji. Od leta 1936 je bila uvrščena med največje spomenike Valonije in od leta 2000 na Unescov seznam  svetovne dediščine.

## Zgodovina
Škofija s središčem v Tournaiju je od konca 6. stoletja in ta struktura iz lokalno modro-sivega kamna zavzema hrib v bližini južnega brega Šelde, ki mesto Tournai deli na dva približno enaka dela. Zgrajena v 12. stoletju na še starejših temeljih, stavba združuje delo treh oblikovalskih obdobij z izjemnim učinkom, težkim in hudim značajem romanske ladje, ki je izjemno v nasprotju s prehodnim delom transepta in popolnoma razvito gotiko kora. Transept je najbolj značilen del stavbe s svojo skupino petih zvonikov in apsidalnimi (polkrožnimi) zaključki.
Ladja pripada večinoma prvi tretjini 12. stoletja. Predstavlja zgodnji gotski slog in ima drugorazredno galerijo med pritličjem in triforijem. Pilastri med okroglo obokanimi okni v pritličju pomagajo podpreti obok iz 18. stoletja, ki je nadomestil prvotni strop, ki je bil iz lesa, in raven.
Transepta, zgrajena približno sredi 12. stoletja, imata apsidalne zaključke, značilnost, ki so si jo po vsej verjetnosti izposodili pri nekaterih renskih cerkvah in bi se zdelo, da se je vpliv čuti na severovzhodu Francije, kot pri Noyonu in Soissonsu. Kvadratni stolpi, ki obkrožajo krake transepta, dosežejo višino 83 metrov. Podrobno se razlikujejo, nekatera arkadna dela, s katerimi so obogatena, so v okroglo obokanem, druga pa v koničastem slogu.
Škof Gautier de Marvis (1219–1252) je dal v 13. stoletju porušiti prejšnji romanski kor, da bi ga nadomestil z gotskim, veliko večjih dimenzij, navdihnjenim s podobami stolnice v Amiensu. Gradnja novega kora se je začela leta 1242 in končala leta 1255. Preostali del stolnice naj bi bil obnovljen v enakem slogu kot kor, vendar tega nikoli niso poskušali, edini kasnejši prizidki sta bila zahodna veranda in velika gotska kapela, ki je bila zgrajena ob eni od stranskih ladij, katere prvotne stene in okna so pri tem izginila.
Retabel je renesančna mojstrovina flamskega kiparja Cornelisa Florisa in je iz leta 1573.
Stolnica je bila 24. avgusta 1999 zaradi hudega tornada poškodovana. Ocena škode je pokazala osnovne strukturne težave in od takrat se stavba temeljito popravlja in arheološko preiskuje. Bruninov stolp je bil stabiliziran leta 2003.
V znak priznanja kulturne vrednosti stolnice b Tournaiju je UNESCO leta 2000 stavbo vpisal na seznam svetovne dediščine

## Mere
| - Dolžina: 134 m Stolpi - število: 5 - Višina: 83 m Ladja - Višina: 26 m - Dolžina: 48 m - Širina : 20 m | Kor (prezbiterij) - Zunanja višina: 58 m - Notranja višina: 47 m - Širina: 36 m Transept - Višina: 48 m - Dolžina: 66.5 m - Širina : 14 m |

## Galerija
- Ladja, pogled proti koru
- Rekonstrukcija originalnega romanskega pevskega zbora (spredaj) in dveh nikoli zgrajenih stolpov (zadaj)
- Tloris
- "Vprašanje duš v vicah" ok. 1635, Peter Paul Rubens
- Rozeta (Charles Benvignat J-B Capronier – 19. st.) in velike orgle (P-A Ducroquet - 1854)
- Vitraji